# Idea (insecto)
Idea es un género de lepidópteros perteneciente a la familia Nymphalidae. Es originario del Sudeste de Asia.

## Especies
Relación de especies.
- I. agamarschana (C. & R. Felder, [1865])
- Idea blanchardi Marchal, 1845
- Idea durvillei Boisduval, 1832
- Idea electra (Semper, 1878)
- Idea hypermnestra (Westwood, 1848)
- Idea iasonia o I. jasonia (Westwood, 1848)
- Idea idea (Linnaeus, 1763)
- Idea leuconoe Erichson, 1834
- Idea lynceus  (Drury, [1773])
- Idea malabarica (Moore, 1877)
- Idea stollii (Moore, 1883)
- Idea tambisisiana Bedford-Russel, 1981